# Curraghs (Isle of Man)
The Curraghs (auch: Ballaugh Curraghs, Manx: "Weidensumpf") sind ein Feuchtgebiet im Ballaugh Parish im Nordwesten der Isle of Man. Das Gebiet verfügt über ein artenreiches Ökosystem und beherbergt auch den Curraghs Wildlife Park, einen Zoo mit Nature Reserve.

## Geschichte
Während der Eiszeit war das Gebiet von Gletschern bedeckt. Als sich die Gletscher zurückzogen, blieb am Fuß der Northern Hills eine Senke zurück, die sich in das Feuchtgebiet verwandelte.
Lange Zeit wurde Weidewirtschaft betrieben, weil auf den staunassen Böden keine Feldfrüchte angebaut werden konnten. Trotzdem boten die Curraghs wichtigen Rohstoffe für die Bewohner der umliegenden Dörfer, vor allem Kirk Michael: Torf wurde als Brennstoff abgebaut.
Durch den Torfabbau wurde das Sumpfgebiet stark entwässert. Als der Torfstich aufgegeben wurde, füllten sich die Gräben und Torfstiche wieder mit Wasser und es entstanden neue Moore.
In den 1930er wurden von der Regierung von Manx Versuche unternommen, neue landwirtschaftliche Erzeugnisse anzusiedeln, vor allem New Zealand flax (Phormium sp.). Nachdem diese Versuche scheiterten, drängte die Regierung in den 1950ern, die Curraghs zu entwässern, um intensive Landwirtschaft zu ermöglichen. Da das Gebiet jedoch nur 15 m über dem Meer liegt, gab es keine kostengünstige Möglichkeit zur Entwässerung.
1963 wurde der größte Teil des Gebiets dem House of Keys (Unterhaus von Man) unterstellt und zwei Jahre später wurde der Curraghs Wildlife Park eröffnet. 1990 wurde die Unterhaltung an die Manx National Heritage übergeben und 2006 wurden 193 ha der Curragh zur Ramsar site erklärt.

## Ökosystem

### Fauna
Das Gebiet ist ein wichtiges Winterquartier für Kornweihen. Weitere Bewohner sind Wanderfalke, Merlin, Rotkehlchen, Fitis, Singdrossel und Heckenbraunelle. Es gibt auch eine spezielle Unterart des Zaunkönigs.
Daneben ist das Feuchtgebiet bekannt für seine Schmetterlinge. Im Curraghs Wildlife Park wurde daher extra ein Butterfly Walk (Schmetterlingslehrpfad) eingerichtet. Ein nennenswerter Vertreter ist der Aurorafalter (Anthocharis cardamines - orange tip).
Außerdem gibt es in Ballaugh Curragh auch eine wildlebende Kolonie Wallabys, die von Tieren abstammen, die vor einigen Jahren aus dem Tierpark entwischt sind.

### Flora
Die Curraghs bilden ein Mosaik von Buschland, Kleingewässern und Mooren mit Weiden- und Gagelstrauch-Beständen. Torfmoose (Sphagnum moss) sind moorbildend.
Sechs Orchideenarten konnten nachgewiesen werden, darunter Geflecktes Knabenkraut (Dactylorhiza maculata - heath spotted orchid).